# Marin Draganja
Marin Draganja, hrvaški tenisač, * 13. maj 1991, Split, SR Hrvaška, SFRJ. 
Tekmuje predvsem na prvenstvih ATP World Tour v dvojicah.
Draganja je 29. aprila 2013 dosegel najvišjo uvrstitev na lestvici ATP med posamezniki s 550. mestom. 6. aprila 2015 je z 20. mestom dosegel osebno najvišjo uvrstitev na ATP lestvici dvojic. Po operaciji kolka avgusta 2015 je Draganja začasno prekinil kariero zaradi okrevanja. Marina Draganja je treniral Gilbert Schaller v okviru McCartney Group na Dunaju.
Njegov mlajši brat je profesionalni teniški igralec Tomislav Draganja.